# ラッセル・グループ
ラッセル・グループ（英: Russell Group）は、イギリスの研究型国立大学24校によって構成される団体である。政府や議会に大学側の要望を伝える調整機関として1994年に設立された。複数存在する英国の大学群の中で最も有名なグループであり、イギリスの大学生を対象にした2012年のアンケートでは72%がラッセルグループ加盟校を難関・名門・一流大学として認識していると回答した。タイムズ紙やQSをはじめとする主要な世界大学ランキングでは同グループの加盟校が上位を独占している（詳細は#順位参照）。

## 概要

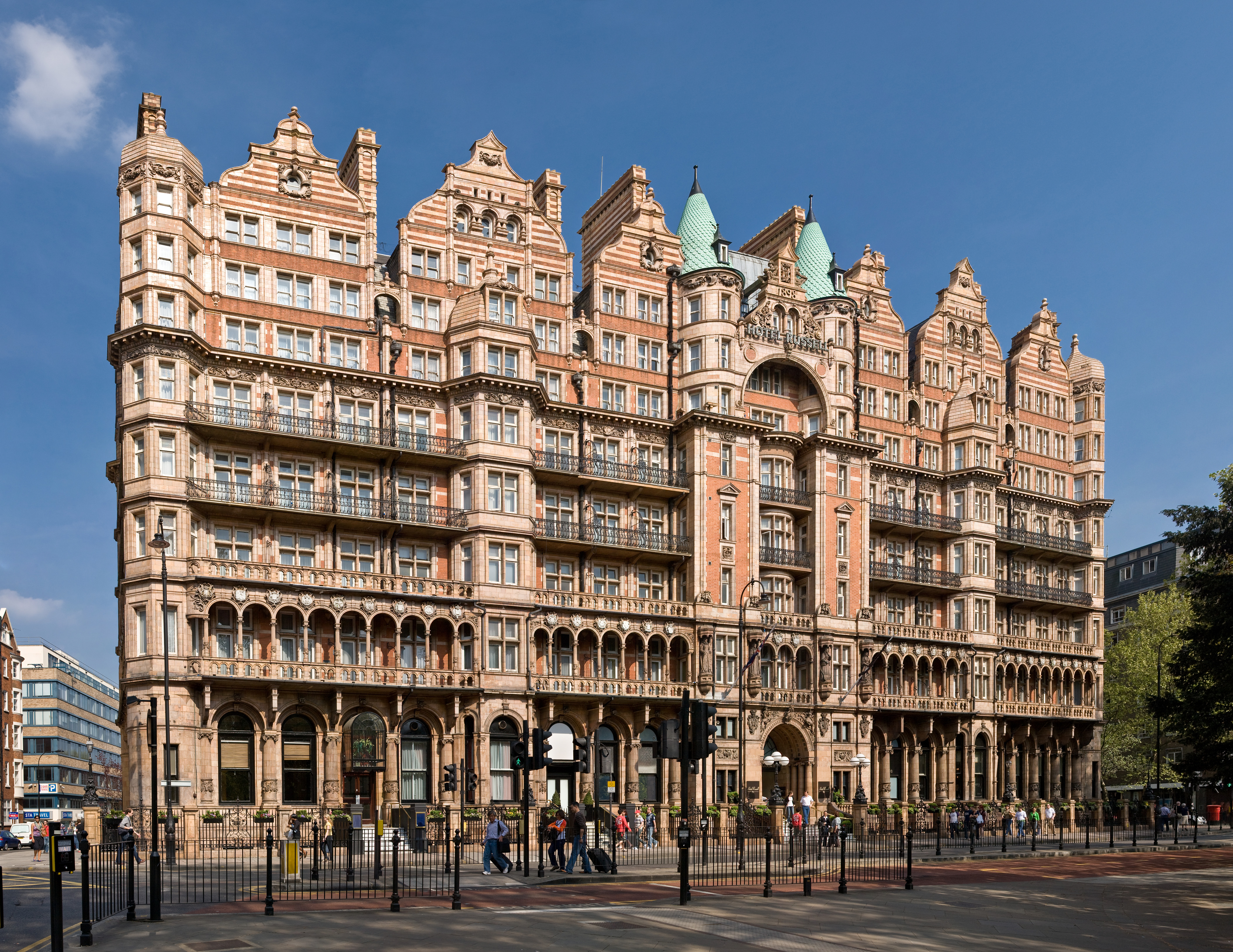
名称の由来となったホテル・ラッセル（旧名）

グループの名称は、ロンドンのラッセル・スクウェアに面したホテル・ラッセルにて初めての非公式会議が開催されたことに由来している。一般的な会合そのものは、タヴィストック広場近くで開催の全大学総長会（現：英国大学協会）の直前に、主にロンドン大学上院議事堂にて行われる。
入学難易度は平均して高く、最難関のオックスブリッジは別格としても、エリート校と認識されているゴールデン・トライアングルやゴールデン・ダイアモンドに含まれる大学の学生のGCSE、A-level(Aレベル)、国際バカロレアのスコアは極めて高い。
英国政府の2010年研究用国家予算のおよそ80％が同グループの加盟校に投入されている。また、この24校で英国の大学が所有する知的財産の約7割を占めると言われている。2014年の大学研究評価調べによると、世界最先端の研究の68％が同加盟校で実施された。加盟校は国内全博士号の60％を輩出し国内全博士号、EU圏外の留学生が全学生の30％以上を占める。
同グループ以外に有名なイギリスの大学連合として、『古大学群』『赤レンガ大学群』『プレートガラス大学群』『1994グループ』『ゴールデン・トライアングル』等が挙げられる。ラッセルグループ未加盟で世界大学ランキングで上位に位置している大学として、セント・アンドリューズ大学、ランカスター大学、ラフバラ大学、サセックス大学、レスター大学等が挙げられる。

## 加盟大学
イングランドから20校（内、グレーター・ロンドンから5校、ヨークシャー・アンド・ザ・ハンバーから3校、ノース・イースト・イングランド・ノース・ウェスト・イングランド・サウス・ウェスト・イングランド・サウス・イースト・イングランドから2校、イースト・オブ・イングランド・イースト・ミッドランズから1校）、スコットランドから2校、ウェールズ、北アイルランドから1校の計24校で構成される。
| 大学名                                  | 所在地         | 創立年   | 加盟年度 | 学生総数 | 職員総数 | 総収益 （100万£） | 研究収益 （100万£） |
| --------------------------------------- | -------------- | -------- | -------- | -------- | -------- | ----------------- | ------------------- |
| バーミンガム大学                        | イングランド   | 1900     | 1994     | 32,335   | 2,935    | 528               | 112                 |
| ブリストル大学                          | イングランド   | 1909     | 1994     | 20,170   | 2,780    | 486               | 132                 |
| ケンブリッジ大学                        | イングランド   | 1209     | 1994     | 19,580   | 5,430    | 1,504 †           | 371                 |
| カーディフ大学                          | ウェールズ     | 1883     | 1998     | 30,180   | 3,295    | 456               | 94                  |
| ダラム大学                              | イングランド   | 1832     | 2012     | 17,190   | 1,590    | 304               | 54                  |
| エディンバラ大学                        | スコットランド | 1583     | 1994     | 27,625   | 4,010    | 780               | 216                 |
| エクセター大学                          | イングランド   | 1955     | 2012     | 19,520   | 1,785    | 324               | 60                  |
| グラスゴー大学                          | スコットランド | 1451     | 1994     | 27,390   | 3,000    | 511               | 134                 |
| インペリアル・カレッジ・ロンドン        | イングランド   | 1907     | 1994     | 16,225   | 4,055    | 865               | 351                 |
| キングス・カレッジ・ロンドン‡           | イングランド   | 1829     | 1998     | 27,645   | 4,370    | 604               | 172                 |
| リーズ大学                              | イングランド   | 1904     | 1994     | 30,975   | 3,200    | 591               | 133                 |
| リヴァプール大学                        | イングランド   | 1903     | 1994     | 21,345   | 2,665    | 435               | 84                  |
| ロンドン・スクール・オブ・エコノミクス‡ | イングランド   | 1895     | 1994     | 10,145   | 1,610    | 279               | 27                  |
| マンチェスター大学                      | イングランド   | 2004     | 1994     | 37,925   | 4,720    | 886               | 214                 |
| ニューカッスル大学                      | イングランド   | 1963     | 1994     | 22,410   | 2,649    | 450               | 102                 |
| ノッティンガム大学                      | イングランド   | 1881     | 1994     | 33,270   | 3,350    | 572               | 105                 |
| オックスフォード大学                    | イングランド   | 12世紀末 | 1994     | 25,905   | 6,470    | 1,174             | 478                 |
| ロンドン大学クイーン・メアリー‡         | イングランド   | 1995     | 2012     | 15,420   | 2,189    | 349               | 87                  |
| クイーンズ大学ベルファスト              | 北アイルランド | 1810     | 2006     | 23,320   | 1,665    | 298               | 65                  |
| シェフィールド大学                      | イングランド   | 1905     | 1994     | 26,600   | 2,905    | 521               | 129                 |
| サウサンプトン大学                      | イングランド   | 1952     | 1994     | 24,040   | 2,900    | 484               | 111                 |
| ユニヴァーシティ・カレッジ・ロンドン‡   | イングランド   | 1826     | 1994     | 28,430   | 6,195    | 1,022             | 375                 |
| ウォーリック大学                        | イングランド   | 1965     | 1994     | 25,245   | 2,130    | 481               | 90                  |
| ヨーク大学                              | イングランド   | 1963     | 2012     | 16,680   | 1,605    | 312               | 55                  |

注記:

※表記はアルファベット順（公式ウェブサイトを参照）。

※学生総数、職員総数、総収益、及び研究収益は2013年・2014年のデータを引用。

†ケンブリッジ大学英語検定機構とケンブリッジ大学出版局を含み、カレッジを除外。

‡ロンドン大学構成カレッジは独自の学位を授与している。

## 評価

### 研究
2014年の研究評価基準結果から2015-16年、イングランド高等教育財政カウンシル（以下、HEFCE）からの（暫定資金を除く）2000万£以上の研究資金支給対象となった19校は全て同加盟校であり、2000万£を下回る同加盟校は1860万£のLSEのみであった。
2010-11年では、研究助成金と契約料による収益が最大の20校中19校は、同加盟校であった。
2007年のHEFCEからの総研究資金配分では上位15校が同加盟校であり、LSEは低予算の社会科学研究が中心であったことから21位、加盟校のみで総研究資金の82%を占めた。
研究資金額は研究内容以外の要因（例えば科学、技術、医学はより多くの資金を調達する傾向）に依存する。

### 順位
2015-16年の各機関による大学順位にて同加盟校は、世界大学学術ランキング上位100に8校、クアクアレリ・シモンズ社上位100に17校、タイムズ社上位100に15校が指定された。
| 大学名                                 | ARWU （世界） | QS （世界） | THE （世界） | Complete （国内） | Guardian （国内） | The Times （国内） |
| -------------------------------------- | ------------- | ----------- | ------------ | ----------------- | ----------------- | ------------------ |
| バーミンガム大学                       | 101–150       | 76          | 119          | 15                | 13                | 17                 |
| ブリストル大学                         | 57            | 37          | 69           | 24                | 38                | 20                 |
| ケンブリッジ大学                       | 4             | 3           | 4            | 1                 | 1                 | 1                  |
| カーディフ大学                         | 101–150       | 122         | 182=         | 35                | 33                | 33                 |
| ダラム大学                             | 201–300       | 61          | 70           | 6                 | 6                 | 5                  |
| エディンバラ大学                       | 41            | 21          | 24           | 19=               | 22                | 22                 |
| エクセター大学                         | 151–200       | 161         | 93           | 13                | 11                | 7                  |
| グラスゴー大学                         | 151–200       | 62          | 76=          | 29=               | 26                | 26                 |
| インペリアル・カレッジ・ロンドン       | 22            | 8           | 8            | 4                 | 7                 | 3                  |
| キングス・カレッジ・ロンドン           | 50            | 19          | 27           | 21=               | 42                | 27                 |
| リーズ大学                             | 101–150       | 87          | 133=         | 16                | 16=               | 14                 |
| リヴァプール大学                       | 101–150       | 151         | 157          | 38                | 59                | 38=                |
| ロンドン・スクール・オブ・エコノミクス | 151–200       | 35          | 23           | 3                 | 12                | 9                  |
| マンチェスター大学                     | 35            | 33          | 56=          | 25=               | 31                | 28=                |
| ニューカッスル大学                     | 301–400       | 162         | 196=         | 25=               | 37                | 23=                |
| ノッティンガム大学                     | 101–150       | 70          | 143          | 21=               | 25                | 25                 |
| オックスフォード大学                   | 7             | 6           | 2            | 2                 | 2                 | 2                  |
| ロンドン大学クイーン・メアリー         | 151–200       | 109         | 98           | 31                | 34                | 34                 |
| クイーンズ大学                         | 301–400       | 182         | 200          | 33                | 48                | 31                 |
| シェフィールド大学                     | 101–150       | 80          | 97           | 28                | 41                | 21                 |
| サウサンプトン大学                     | 101–150       | 81          | 110=         | 17                | 16=               | 16                 |
| ユニヴァーシティ・カレッジ・ロンドン   | 17            | 7           | 14           | 10                | 12                | 10                 |
| ウォーリック大学                       | 151–200       | 48          | 80           | 8                 | 9                 | 6                  |
| ヨーク大学                             | 201–300       | 103         | 131=         | 19=               | 19                | 15                 |

注記:

※表記はアルファベット順（公式ウェブサイトを参照）。

※世界順位は2015・2016年、国内順位は2016・2017年のデータを引用。

### 財政
加盟校で、2001-02年で英国高等教育部門収入全体の44.7%、2013-14年に49.1%を占めた。
同期間の加盟校総収入は、部門平均で54.4%から実質ベースで69.9%に増加した。
加盟校は弁済信用力が高く扱われ、低金利優遇を受けている。